# 渡瀨魯氏魚
渡瀨魯氏魚（学名：Rouleina watasei），又名黑頭魚，为黑頭魚科魯氏魚屬下的一个种，為深海魚類，分布於西太平洋日本、東中國海與菲律賓海域，深度500-1300公尺，體長可達22公分，棲息在中層水域，生活習性不明。